# アニソンキング
KINGRUN presents アニソンキング（キングラン プレゼンツ アニソンキング）は、アニソンキング実行委員会が主催し、2009年から2013年まで開催された、年越しアニメソングライブイベント及び同イベントを中継するテレビ・ラジオ番組。

## 概要
日本のアニメは、「クール・ジャパン」の一つとして評価されている。特にアニメソングは、「アニソン」として親しまれ、人気が広がっている。その様な中で、アニソン好きのために本家NHK紅白歌合戦のようなイベントをしたいという構想が2006年以前からなされていた。この構想が実現化され、「テレビの前で家族そろって楽しめる番組を作れないか」という発想から「世代越えて楽しめるお茶の間イベント」として前身イベント『キングラン アニソン紅白』が企画・開催された。『アニソン紅白』はテレビ放映もされ、2009年はBS11で、2010年はスカパー!のスカチャンHDで、2011年以降はそれに加えてBSスカパー!で行われた。
2012年末開催の第4回からは「40年以上歌い継がれているアニメソングを根本から大切にして、昔から今を一挙に聞くことができるアニソンイベントの王道を目指す」という意味から、イベント名を「KINGRUN presents アニソンキング」に変更した。
2014年は11月23日に「G-star2014 日韓ゲームアニソンフェスティバル」の一環として韓国・釜山の映画の殿堂にて「アニソンキングin釜山」の開催が予定されていたが、日本側の進行上の都合により中止となった。
2015年以降は開催されていない。

### 歴代概要一覧
| 回                                 | 開催日時                     | テーマ                              | 主催/製作著作                     | 紅組司会者              | 白組司会者                        | 他の出演                       | 勝                      | 放送メディア            |
| キングラン アニソン紅白            | キングラン アニソン紅白      | キングラン アニソン紅白             | キングラン アニソン紅白           | キングラン アニソン紅白 | キングラン アニソン紅白           | キングラン アニソン紅白        | キングラン アニソン紅白 | キングラン アニソン紅白 |
| ---------------------------------- | ---------------------------- | ----------------------------------- | --------------------------------- | ----------------------- | --------------------------------- | ------------------------------ | ----------------------- | ----------------------- |
| 第1回                              | 2009年12月31日 22:00 - 25:00 | 「新しく始まる!」                   | BS11/日本BS放送（株）             | 菊地美香                | 荘口彰久                          | アシスタント 中嶋アキ 中嶋ヒロ | 勝敗なし                | BSイレブン 超!A&G+      |
| 第2回                              | 2010年12月31日 22:00 - 25:30 | 「新しい、2度目のチャレンジ」       | キングラン アニソン紅白制作委員会 | 喜屋武ちあき            | 荘口彰久                          | アシスタント 中嶋アキ 中嶋ヒロ | 紅（1-0）               | スカチャン              |
| 第3回                              | 2011年12月31日 22:00 - 25:30 | 「夢の実現 Realization of a dream」 | キングラン アニソン紅白制作委員会 | 井上喜久子              | K太郎（第1部） 鷲崎健（第2・3部） | -                              | 白（1-1）               | BSスカパー! スカチャン  |
| キングラン Presents アニソンキング |                              |                                     |                                   |                         |                                   |                                |                         |                         |
| 第4回                              | 2012年12月31日 22:00 - 25:30 | go for it!                          | アニソンキング実行委員会          | 鷲崎健 上坂すみれ       | 砂山けーたろー 三澤紗千香         | -                              | 紅（2-1）               | BSスカパー! スカチャン  |
| 第5回                              | 2013年12月31日 21:00 - 24:30 |                                     | アニソンキング実行委員会          | 三澤紗千香              | 鷲崎健                            | 総合司会 砂山けーたろー        | 白（2-2）               | BSスカパー! スカチャン  |

## 開催歴

### 第1回「キングラン アニソン紅白2009」
「アニソンの50年」にスポットを当ててテレビアニメーション・アニソンが歩んできたテレビ放送50年の時代をさかのぼり、放送を通して日本が元気だった頃を思い出してもらおうというテーマで開催された。ベテランから若手、外国人アニソンアーティストが出場し新旧様々なアニメソングを披露した（紅白とあるが、NHK紅白歌合戦のような合戦形式はとらず紅組、白組交互にアニソンを歌う形式となった）。また声優陣が応援に駆け付けたほか、アニメシンガーの功績を紹介する企画、アニソンメドレーや2009年のアニメ10大ニュースを振り返る「アニメ界ビッグニュース」などの企画も実施した。
- テーマ：「新しく始まる!」
- 開催日時：2009年12月31日 22:00 - 25:00
- 場所：東京ドームシティ シアターGロッソ
- 主催：BS11
- 共催：株式会社文化放送
- 特別協賛：キングラン株式会社
- 協賛：（株）湘南アニメパーク
- 協力：（株）東映エージェンシー、一般社団法人 日本動画協会、東京国際アニメフェア実行委員会事務局
- 企画製作：（株）81プロデュース
- 製作著作：日本BS放送（株）

#### 開催までの経過
2009年
- 11月16日 - 「キングラン アニソン紅白2009」記者発表を文化放送メディアプラスホールで開催、概要・出演者発表、公式サイト・Twitter開設。
- 11月21日 - 文化放送『A&G 超RADIO SHOW〜アニスパ!〜』、『A&Gメディアステーション こむちゃっとカウントダウン』内でチケット特別先着先行電話予約実施。
  - 『アニスパ』内「一撃!A&G」のコーナーに白組司会の荘口が、『こむちゃ』に白組出演歌手の宮内がPRのためゲスト出演。
- 11月27日〜12月18日 - 超!A&G+『超!A&G+スペシャル「アニソン紅白2009 直前スペシャル!」』放送。
- 12月3日 - 超!A&G+『アンテナ+』で「アニソン紅白2009」特集放送。
  - 紅組出演歌手の五條がゲスト出演。
- 12月5日 - 各プレイガイドでチケット一般発売開始。
- 12月7日 - mixiニュースコラム「ラルクや声優は? アニソン考察」掲載。
- 12月7日〜14日 - 超!A&G+『超!A&G+ナビ』で「アニソン紅白2009」特集放送。
  - 白組出演歌手の谷本がゲスト出演。
- 12月8日 - チケット完売。
- 12月11日
  - 追加出演歌手、歌唱曲目発表。
  - 携帯サイトで歌唱曲目の「アニソンの想い出」募集開始。
- 12月12日 - 白組司会の荘口が文化放送『ノン子とのび太のアニメスクランブル』にゲスト出演。
- 12月20日 - 白組司会の荘口が超!A&G+『東京国際アニメフェア2010 超!ステーション』にゲスト出演。
- 12月27日 - 「アニソンの想い出」募集締切。
- 12月28日 - 「アニソンシンガーズ」出演メンバー発表。
- 12月31日
  - プログラム発表。
  - 携帯サイトで「アニソンアワード」投票開始（2010年1月2日締め切り）。

##### 司会者
- 白組司会：荘口彰久
- 紅組司会：菊地美香
- 司会アシスタント：中嶋アキ、中嶋ヒロ

##### 出演歌手・声優
| 白組 | 白組 | 白組 | 紅組 | 紅組 | 紅組 |                                  |
| 曲 順 | 歌手名 | 曲目 | 曲 順 | 歌手名 | 曲目 |                                  |
| アニソン紅白1 | アニソン紅白1 | アニソン紅白1 | アニソン紅白1 | アニソン紅白1 | アニソン紅白1 |                                  |
| --- | --- | --- | --- | --- | --- | -------------------------------- |
| 1 | T-Pistonz | つながリーヨ〜マジで感謝!スペシャルメドレー （『イナズマイレブン』OP曲） | 2 | 井上あずみ | さんぽ （『となりのトトロ』OP曲） |                                  |
| 3 | 成田賢 | 誰がために （1979年版『サイボーグ009』OP曲） | 4 | mao | 夢をかなえてドラえもん （2005年版『ドラえもん』OP曲） |                                  |
| 5 | コタニキンヤ. | BLAZE （『ツバサ・クロニクル』OP曲） | 6 | Sister MAYO | ぷるるんっ!しずくちゃん （『ぷるるんっ!しずくちゃん』OP曲） |                                  |
| 7 | Dragon Soul - 谷本貴義 - 岩崎貴文                                                                                | Dragon Soul （『ドラゴンボール改』OP曲） | 8 | 太田貴子 | デリケートに好きして 『魔法の天使クリィミーマミ』OP曲） |                                  |
| アニメ界ビッグニュース1                                                                                          | | | | | |                                  |
| 9 | 羽多野渉 | 美しき狼たち（劇場版『あしたのジョー』OP曲） | 美しき狼たち（劇場版『あしたのジョー』OP曲） | 美しき狼たち（劇場版『あしたのジョー』OP曲） | 美しき狼たち（劇場版『あしたのジョー』OP曲） |                                  |
| トムス・エンタテインメント メドレー                                                                              | | | | | |                                  |
| トムスアニソンシンガーズ - 江口拓也 - 羽多野渉 - 山崎健太郎 - Suzuyo - 中嶋アキ - 中嶋ヒロ - 成田紗矢香 - 米澤円 | トムスアニソンシンガーズ - 江口拓也 - 羽多野渉 - 山崎健太郎 - Suzuyo - 中嶋アキ - 中嶋ヒロ - 成田紗矢香 - 米澤円 | ビッグX（『ビッグX』） エースをねらえ!（『エースをねらえ!』OP曲） 行け!行け!飛雄馬（『巨人の星』OP曲） 薔薇は美しく散る（『ベルサイユのばら』OP曲） ハム太郎とっとこうた（『とっとこハム太郎』OP曲） アンパンマンのマーチ（『それいけ!アンパンマン』OP曲）           | ビッグX（『ビッグX』） エースをねらえ!（『エースをねらえ!』OP曲） 行け!行け!飛雄馬（『巨人の星』OP曲） 薔薇は美しく散る（『ベルサイユのばら』OP曲） ハム太郎とっとこうた（『とっとこハム太郎』OP曲） アンパンマンのマーチ（『それいけ!アンパンマン』OP曲）           | ビッグX（『ビッグX』） エースをねらえ!（『エースをねらえ!』OP曲） 行け!行け!飛雄馬（『巨人の星』OP曲） 薔薇は美しく散る（『ベルサイユのばら』OP曲） ハム太郎とっとこうた（『とっとこハム太郎』OP曲） アンパンマンのマーチ（『それいけ!アンパンマン』OP曲）           | ビッグX（『ビッグX』） エースをねらえ!（『エースをねらえ!』OP曲） 行け!行け!飛雄馬（『巨人の星』OP曲） 薔薇は美しく散る（『ベルサイユのばら』OP曲） ハム太郎とっとこうた（『とっとこハム太郎』OP曲） アンパンマンのマーチ（『それいけ!アンパンマン』OP曲）           |                                  |
| アニソン紅白2 | | | | | |                                  |
| 10 | 佐々木望 | アンバランスなKissをして （『幽☆遊☆白書』ED曲） | 11 | 崔善徳（チェ・ソンドク） | First Pain （『エレメントハンター』OP曲） |                                  |
| 12 | 関智一 | 戦え!銀河ロイド コスモX （特撮OV『銀河ロイドコスモX』OP曲） | 13 | 山野さと子 | メイプルタウン物語 （『メイプルタウン物語』OP曲） |                                  |
| アニメ界ビッグニュース2                                                                                          | | | | | |                                  |
| 14 | 五條真由美 | DANZEN! ふたりはプリキュアVer.Max Heart（『ふたりはプリキュア Max Heart』OP曲） | DANZEN! ふたりはプリキュアVer.Max Heart（『ふたりはプリキュア Max Heart』OP曲） | DANZEN! ふたりはプリキュアVer.Max Heart（『ふたりはプリキュア Max Heart』OP曲） | DANZEN! ふたりはプリキュアVer.Max Heart（『ふたりはプリキュア Max Heart』OP曲） |                                  |
| 東映アニメーション メドレー                                                                                      | | | | | |                                  |
| 東映・アニソンシンガーズ - コタニキンヤ - 谷本貴義 - YOFFY - 五條真由美 - 松井尚吾 - 鷹嘴翼 - DOYO組 - 榎本温子  | 東映・アニソンシンガーズ - コタニキンヤ - 谷本貴義 - YOFFY - 五條真由美 - 松井尚吾 - 鷹嘴翼 - DOYO組 - 榎本温子  | 狼少年ケンのテーマ（『狼少年ケン』） 魔法使いサリー（『魔法使いサリー』OP曲） 行け!タイガーマスク（『タイガーマスク』OP曲） ペガサス幻想（ファンタジー）（『聖闘士星矢』OP曲） ムーンライト伝説（『美少女戦士セーラームーン』OP曲） ウィーアー!（『ONE PIECE』OP曲） | 狼少年ケンのテーマ（『狼少年ケン』） 魔法使いサリー（『魔法使いサリー』OP曲） 行け!タイガーマスク（『タイガーマスク』OP曲） ペガサス幻想（ファンタジー）（『聖闘士星矢』OP曲） ムーンライト伝説（『美少女戦士セーラームーン』OP曲） ウィーアー!（『ONE PIECE』OP曲） | 狼少年ケンのテーマ（『狼少年ケン』） 魔法使いサリー（『魔法使いサリー』OP曲） 行け!タイガーマスク（『タイガーマスク』OP曲） ペガサス幻想（ファンタジー）（『聖闘士星矢』OP曲） ムーンライト伝説（『美少女戦士セーラームーン』OP曲） ウィーアー!（『ONE PIECE』OP曲） | 狼少年ケンのテーマ（『狼少年ケン』） 魔法使いサリー（『魔法使いサリー』OP曲） 行け!タイガーマスク（『タイガーマスク』OP曲） ペガサス幻想（ファンタジー）（『聖闘士星矢』OP曲） ムーンライト伝説（『美少女戦士セーラームーン』OP曲） ウィーアー!（『ONE PIECE』OP曲） |                                  |
| リクエストコーナー                                                                                               | | | | | |                                  |
| 片岡あづさ 中嶋アキ 中嶋ヒロ                                                                                     | 片岡あづさ 中嶋アキ 中嶋ヒロ                                                                                     | おしえて（『アルプスの少女ハイジ』OP曲） | おしえて（『アルプスの少女ハイジ』OP曲） | おしえて（『アルプスの少女ハイジ』OP曲） | おしえて（『アルプスの少女ハイジ』OP曲） |                                  |
| 佐藤聡美 米澤円                                                                                                  | 佐藤聡美 米澤円                                                                                                  | 残酷な天使のテーゼ（『新世紀エヴァンゲリオン』OP曲） | 残酷な天使のテーゼ（『新世紀エヴァンゲリオン』OP曲） | 残酷な天使のテーゼ（『新世紀エヴァンゲリオン』OP曲） | 残酷な天使のテーゼ（『新世紀エヴァンゲリオン』OP曲） |                                  |
| 石原慎一 串田アキラ たいらいさお 宮内タカユキ トン・ニーノ（T-Pistonz） ヒロシ・ドット（T-Pistonz）              | 石原慎一 串田アキラ たいらいさお 宮内タカユキ トン・ニーノ（T-Pistonz） ヒロシ・ドット（T-Pistonz）              | 宇宙戦艦ヤマト（『宇宙戦艦ヤマト』OP曲） | 宇宙戦艦ヤマト（『宇宙戦艦ヤマト』OP曲） | 宇宙戦艦ヤマト（『宇宙戦艦ヤマト』OP曲） | 宇宙戦艦ヤマト（『宇宙戦艦ヤマト』OP曲） |                                  |
| アニメ界ビッグニュース3                                                                                          | | | | | |                                  |
| ANIKI&MICCHI HONGKONG LIVE2009                                                                                   | | | | | |                                  |
| 水木一郎（VTR出演）                                                                                              | 水木一郎（VTR出演）                                                                                              | マジンガーZ （『マジンガーZ』OP曲） | 堀江美都子（VTR出演） | 堀江美都子（VTR出演） | キャンディキャンディ （『キャンディキャンディ』OP曲） |                                  |
| 2009 - 2010 カウントダウン                                                                                       | | | | | |                                  |
| アニソン紅白3 | | | | | |                                  |
| 16 | サイキックラバー                                                                                                 | 侍戦隊シンケンジャー （『侍戦隊シンケンジャー』OP曲） | 15 | 菊地美香 | Believe〜永遠の絆〜 （OVA『舞-乙HiME Zwei』1巻主題歌） |                                  |
| 18 | 石原慎一 | 仮面ライダーAGITO （『仮面ライダーアギト』OP曲） | 17 | yozuca* | S.S.D! （『プリンセスラバー』ED曲） |                                  |
| 20 | 宮内タカユキ | 仮面ライダーBLACK RX （『仮面ライダーBLACK RX』OP曲） | 19 | AKINO with bless4 | 創聖のアクエリオン （『創聖のアクエリオン』OP曲） |                                  |
| 22 | たいらいさお | 復活のイデオン （『伝説巨神イデオン』OP曲） | 21 | MIQ | ダンバインとぶ （『聖戦士ダンバイン』OP曲） |                                  |
| 24 | 串田アキラ | キン肉マン Go Fight! （『キン肉マン』OP曲） | 23 | 松本梨香 | めざせポケモンマスター （『ポケットモンスター』OP曲） |                                  |
| 24 | 串田アキラ | キン肉マン Go Fight! （『キン肉マン』OP曲） | 23 | 松本梨香 豊口めぐみ | ハイタッチ! （『ポケットモンスター ダイヤモンド&パール』OP曲） |                                  |
| 25 | 出演者全員 | 鉄腕アトム（『鉄腕アトム』OP曲） | 鉄腕アトム（『鉄腕アトム』OP曲） | 鉄腕アトム（『鉄腕アトム』OP曲） | 鉄腕アトム（『鉄腕アトム』OP曲） | 鉄腕アトム（『鉄腕アトム』OP曲） |

##### 「アニメ界ビッグニュース」出演
- 杉田智和
- 加藤英美里

#### ゲスト
- 久保雅一（声優アワード実行委員）
- 杉山佳寿子
- はなしまなおみ

#### テレビ・ラジオ放送
イベントの模様はBSイレブン（日本BS放送/BSデジタル放送）と超!A&G+（文化放送/DRP東京 9302ch、インターネットストリーミング）で生中継された。超!A&G+では赤﨑千夏がナビゲーターを務めた。
関連番組
- 超!A&G+スペシャル アニソン紅白2009 直前スペシャル!（超!A&G+、2009年11月27日 - 12月18日）

### 第2回「キングラン アニソン紅白2010 supported by スカパー!」
第2回は10月22日に開催された東京国際アニメ祭2010秋で発表され、スカパー!のスカチャンHDで放送された。2回目となる今回は、ベテラン、若手、外国人アーティスト総勢40名が紅組、白組に分かれ、交互に歌い上げる歌合戦形式をとりながら、新旧様々なアニソン・特撮ソング楽曲や、VOCALOIDを使用した楽曲、声優による楽曲など、計100曲+αを披露した。また、歌合戦形式を採用するため、twitterアンケートサイト「ツノッター」による視聴者投票や、会場での「日本野鳥の会」集計による投票も実施した。
- テーマ：「新しい、2度目のチャレンジ」
- 開催日時：2010年12月31日 22:00 - 25:30
- 場所：NEW PIER HALL
- 主催：キングラン アニソン紅白製作委員会
- 共催：スカパーJSAT株式会社
- 特別協賛：キングラン株式会社
- 協力：東京国際アニメフェア実行委員会事務局
- 企画製作：（株）81プロデュース
- 制作：東映エージエンシー、有限会社ドゥモア
- 製作著作：キングラン アニソン紅白製作委員会

#### 開催までの経過
2010年
- 10月22日 - 東京国際アニメ祭2010秋の会場で「キングラン アニソン紅白2010 supported by スカパー!」記者発表会を開催。
- 11月16日 - 公式サイト開設。
- 11月19日
  - ローソンチケット会員向けの抽選先行販売実施。
  - 一部出演者発表。
- 11月27日 - ローソンチケットで一般発売開始。
- 11月29日 - チケット完売。
- 12月2日 - 追加出演者 第1弾発表。
- 12月3日 - 会場限定の福袋販売を発表。
- 12月17日 - 全出演者決定。

##### 司会者
- 紅組：荘口彰久
- 白組：喜屋武ちあき[注 4]
- 司会アシスタント：中嶋アキ、中嶋ヒロ

##### 出演歌手・声優
| 白組                       | 白組                                 | 白組                    | 白組                                        | 紅組                  | 紅組                                | 紅組                       | 紅組                                         |
| 曲 順                      | 歌手・ユニット名                     | 回                      | 曲目                                        | 曲 順                 | 歌手名                              | 回                         | 曲目                                         |
| -------------------------- | ------------------------------------ | ----------------------- | ------------------------------------------- | --------------------- | ----------------------------------- | -------------------------- | -------------------------------------------- |
| 1                          | bless4                               | 2                       | Stitch is Coming                            | 2                     | AKINO                               | 2                          | 創聖のアクエリオン                           |
| 3                          | コタニキンヤ.                        | 2                       | Blind Game again                            | 4                     | 中野愛子                            | 初                         | フレンズ                                     |
| 5                          | サイキックラバー                     | 2                       | 超!最強!ウォーリアーズ                      | 6                     | mao                                 | 2                          | 君ノ記憶                                     |
| 7                          | 喜多修平                             | 初                      | Breakin' through                            | 8                     | 宮本佳那子                          | 初                         | キラキラしちゃってMy True Love!              |
| タツノコ アニメメドレー    | タツノコ アニメメドレー              | タツノコ アニメメドレー | タツノコ アニメメドレー                     | トムス アニメメドレー | トムス アニメメドレー               | トムス アニメメドレー      | トムス アニメメドレー                        |
| 9                          | たいらいさお 速水けんたろう          |                         | マッハゴー・ゴー・ゴー                      | 16                    | 米澤円 野水いおり                   |                            | アタックNo.1                                 |
| 10                         | 関智一                               |                         | ガッチャマンの歌                            | 17                    | 麻生夏子 南里侑香                   |                            | 青春にかけろ!                                |
| 11                         | 谷本貴義                             |                         | たたかえ!キャシャーン                       | 18                    | Asriel 太田貴子                     |                            | おはよう!スパンク                            |
| 12                         | 福沢良一                             |                         | テッカマンの歌                              | 19                    | azusa 佐咲紗花                      |                            | CAT'EYE                                      |
| 13                         | 佐々木望                             |                         | いくぞ!ゴーダム                             | 20                    | mao 詩織                            |                            | 勉強の歌                                     |
| 14                         | 石原慎一                             |                         | とびだせ!マシーン飛竜                       | 21                    | AKINO                               |                            | ゆずれない願い                               |
| 15                         | 水島裕                               |                         | ミッドナイト・サブマリン                    | 22                    | 山野さと子                          |                            | 風の少女                                     |
|                            |                                      |                         |                                             |                       |                                     |                            |                                              |
| 23                         | 柿島伸次 （かっきー&アッシュポテト） | 初                      | スイヘイリーベ〜魔法の呪文                  | 24                    | 池田彩                              | 初                         | Alright!ハートキャッチプリキュア             |
| 25                         | 腐男塾                               | 初                      | 勝つんだ!                                   | 26                    | 崔善德                              | 2                          | 今が大好き                                   |
| 27                         | 鵜島仁文                             | 初                      | FLYNG IN THE SKY                            | 28                    | ジェーニャ                          | 初                         | 約束はいらない                               |
| 29                         | 川添智久                             | 初                      | STAND UP TO THE VICTRY                      | 30                    | DOYO組                              | 2                          | ムーンライト伝説                             |
| スペシャルコーナー         |                                      |                         |                                             |                       |                                     |                            |                                              |
| 32                         | 神威がくぽ(がくっぽいど)             |                         | Love letter                                 | 31                    | おさかなペンギン                    | 初                         | おさかなペンギンのテーマ                     |
| 32                         | 神威がくぽ(がくっぽいど)             | 33                      | Love letter                                 | GUMI（メグッポイド）  |                                     | 星間飛行                   |                                              |
| ガンダムメドレー           | ガンダムメドレー                     | ガンダムメドレー        | ガンダムメドレー                            | プリキュアメドレー    | プリキュアメドレー                  | プリキュアメドレー         | プリキュアメドレー                           |
| 34                         | 宮内タカユキ                         |                         | 飛べ!ガンダム                               | 39                    | 沖佳苗                              |                            | Let's!フレッシュプリキュア! 〜Hybrid ver.〜  |
| 35                         | トン・ニーノ&ヒロシ・ドット          |                         | アニメじゃない 〜ユメニ忘れた古い地球人よ〜 | 40                    | 池田彩                              |                            | プリキュア5、フル・スロットルGO GO!          |
| 36                         | 山形ユキオ                           |                         | ターンAターン                               | 41                    | 宮本佳那子                          |                            | プリキュア5、スマイル go go!                 |
| 37                         | 喜多修平                             |                         | INVOKE                                      | 42                    | 榎本温子                            |                            | まかせて★スプラッシュ☆スター★                |
| 38                         | コタニキンヤ.                        |                         | DAYBREAK'S BELL                             | 43                    | 五條真由美                          |                            | DANZEN! ふたりはプリキュア（Ver. Max Heart） |
| ゲーム主題歌コーナー       |                                      |                         |                                             |                       |                                     |                            |                                              |
| 47                         | TOPGUN×米倉千尋                      |                         | Naked Soul                                  | 44                    | 野水いおり                          | 初                         | 魔・カ・セ・テ Tonight                       |
| 47                         | TOPGUN×米倉千尋                      | 45                      | Naked Soul                                  | 彩音                  | 初                                  | コンプレックス・イマージュ |                                              |
| 47                         | TOPGUN×米倉千尋                      | 46                      | Naked Soul                                  | Asriel                | 初                                  | ALTAIR                     |                                              |
| アニソン紅白 声優コーナー  |                                      |                         |                                             |                       |                                     |                            |                                              |
| 49                         | 関智一                               | 2                       | ボイスラッガーアクション                    | 48                    | 米澤円                              | 初                         | Follow Me feat.Sound Around                  |
| 51                         | 佐々木望                             | 2                       | 獣を見たよ                                  | 50                    | 山本麻里安                          | 初                         | えがおのてんさい                             |
| 51                         | 佐々木望                             | 2                       | 獣を見たよ                                  | 52                    | 榎本温子                            | 初                         | Be My Angel                                  |
| 2010 - 2011 カウントダウン |                                      |                         |                                             |                       |                                     |                            |                                              |
| 53                         | 関俊彦                               | 初                      | くそったれの涙                              | 54                    | 五條真由美                          | 2                          | Sweet Romance                                |
| 55                         | T-Pistonz+KMC                        | 2                       | GOODキター!                                 | 57                    | 麻生夏子                            | 初                         | More-more LOVERS!!                           |
| 56                         | T-Pistonz+KMC                        | 2                       | 勝って泣こうゼッ!                           | 57                    | 麻生夏子                            | 初                         | More-more LOVERS!!                           |
| 58                         | 谷本貴義                             | 2                       | 見えない翼                                  | 59                    | 詩織                                | 初                         | 影ふみのワルツ                               |
| 60                         | 速水けんたろう                       | 初                      | アイアンリーガー                            | 61                    | azusa                               | 初                         | i Love                                       |
| 62                         | 石原慎一                             | 2                       | 戦え!レッドバロン                           | 63                    | 佐咲紗花                            | 初                         | 星彩のRipieno                                |
| 64                         | 山形ユキオ                           | 初                      | ガオレンジャー吼えろ!                       | 63                    | 佐咲紗花                            | 初                         | 星彩のRipieno                                |
| 戦隊メドレー               | 戦隊メドレー                         | 戦隊メドレー            | 戦隊メドレー                                | 仮面ライダーメドレー  | 仮面ライダーメドレー                | 仮面ライダーメドレー       | 仮面ライダーメドレー                         |
| 70                         | 谷本貴義                             |                         | 獣拳戦隊ゲキレンジャー                      | 65                    | MIQ                                 |                            | Anything Goes!                               |
| 71                         | NoB                                  |                         | 轟轟戦隊ボウケンジャー                      | 66                    | AKINO with bless4                   |                            | W-B-X 〜W-Boiled Extreme〜                   |
| 72                         | サイキックラバー                     |                         | 特捜戦隊デカレンジャー                      | 67                    | 彩音                                |                            | NEXT LEVEL                                   |
| 73                         | 石原慎一                             |                         | 救急戦隊ゴーゴーファイブ                    | 68                    | 中野愛子                            |                            | Round ZERO�〜BLADE BRAVE                     |
| 74                         | 速水けんたろう                       |                         | オーレ! オーレンジャー                      | 69                    | 松本梨香                            |                            | Alive A life                                 |
| 75                         | 宮内タカユキ                         |                         | 超電子バイオマン                            |                       |                                     |                            |                                              |
|                            |                                      |                         |                                             |                       |                                     |                            |                                              |
| アニソン年代別メドレー     |                                      |                         |                                             |                       |                                     |                            |                                              |
| 82                         | たいらいさお                         |                         | エイトマン                                  | 76                    | DOYO組                              |                            | サザエさん                                   |
| 83                         | 成田賢                               |                         | Go!Go!トリトン                              | 77                    | 井上喜久子                          |                            | 魔女っ娘メグちゃん                           |
| 84                         | 関俊彦                               |                         | 風になれ!                                   | 78                    | 山本麻里安                          |                            | ときめきトゥナイト                           |
| 85                         | 柿島伸次                             |                         | 君が好きだと叫びたい                        | 79                    | 岩男潤子                            |                            | ブルーウォーター                             |
| 86                         | TOPGUN（川添智久・鵜島仁文）         |                         | Make You Free                               | 80                    | 中野腐女シスターズ                  | 初                         | 檄!帝国華撃団                                |
| 87                         | サイキックラバー                     |                         | SWORD SUMMIT                                | 81                    | ULTRA-PRISM with イカ娘（金元寿子） | 初                         | 侵略ノススメ☆（紅白限定バージョン）          |
|                            |                                      |                         |                                             |                       |                                     |                            |                                              |
| 89                         | たいらいさお                         | 2                       | 銀河旋風ブライガー                          | 88                    | 南里侑香                            | 初                         | 雫 -shizuku-                                 |
| 91                         | 福沢良一                             | 初                      | ウルトラマンタロウ                          | 90                    | 山野さと子                          | 2                          | ドラえもんのうた                             |
| 93                         | 水島裕                               | 初                      | 愛の戦士レインボーマン                      | 92                    | 太田貴子                            | 2                          | BIN・KANルージュ                             |
| 95                         | 宮内タカユキ                         | 2                       | 特警ウインスペクター                        | 94                    | 米倉千尋                            | 初                         | 嵐の中で輝いて                               |
| 97                         | 成田賢                               | 2                       | ああ電子戦隊デンジマン                      | 96                    | MIQ                                 | 2                          | エルガイム-Time for L-GAIM-                  |
| 99                         | NoB                                  | 初                      | 天装戦隊ゴセイジャー                        | 98                    | 松本梨香                            | 2                          | ベストウイッシュ!                            |
| 100                        | NoB                                  | 初                      | ペガサス幻想                                | 98                    | 松本梨香                            | 2                          | ベストウイッシュ!                            |
| 101                        | 全員                                 | 宇宙戦艦ヤマト          | 宇宙戦艦ヤマト                              | 宇宙戦艦ヤマト        | 宇宙戦艦ヤマト                      | 宇宙戦艦ヤマト             | 宇宙戦艦ヤマト                               |

#### ゲスト
- はなしまなおみ
- 玄田哲章

#### 投票結果
| 投票総数 | 白組票数 | 紅組票数 |
| -------- | -------- | -------- |
| 2200票   | 697票    | 1503票   |

#### テレビ中継
イベントの模様はスカパー!のスカチャン180[現：スカチャン0]（スカパーJSAT/CSデジタル放送）、スカパー!e2のスカチャン802[現：スカチャン2]（スカパーJSAT/CSデジタル放送）、スカパー!HDのスカチャンHD192[現：スカチャン2]（スカパーJSAT/CSデジタル放送）で独占生中継（無料放送）した。

### 第3回「キングラン アニソン紅白2011 supported by スカパー!」
- テーマ：夢の実現 Realization of a dream
- 開催日時：2011年12月31日 22:00 - 25:30
- 場所：新宿文化センター
- 主催：キングラン アニソン紅白実行委員会
- 特別協賛：キングラン株式会社
- 後援：観光庁、新宿区
- 協力：公益財団法人 新宿未来創造財団
- 企画・制作：有限会社ドゥモア
- 製作著作：キングラン アニソン紅白実行委員会

#### 開催までの経過
2011年
- 10月5日 - 観光庁が後援団体に決定
- 10月27日 - 秋葉原UDXで、「キングラン アニソン紅白2011」記者会見開催。
- 10月31日 - ローソンチケット会員向けの抽選先行販売実施。
- 11月12日
  - ローソンチケットで一般発売開始。
  - 出演者 第1弾発表。
- 11月19日 - 出演者 第2弾発表。
- 11月25日 - 司会者、出演者 第3弾発表。
- 12月2日 - 出演者 第4弾発表。
- 12月6日 - 新宿区が後援団体に追加。
- 12月16日
  - 出演者 第5弾、特別出演者発表。
  - 「キングランアニソン紅白特別上映会」の開催を発表。
- 12月29日〜31日 - 「キングランアニソン紅白特別上映会」開催。
- 12月29日 - 出演者 第5弾、セットリスト発表。

##### 司会者
- 紅組司会：井上喜久子
- 白組司会：K太郎（第1部）、鷲崎健（第2部、第3部）

「楽屋拝見」担当
- 戸塚利絵
- 林沙織

「キングランを紹介」担当
- DO-YO組

##### キャプテン
- 紅組キャプテン：松本梨香
- 白組キャプテン：串田アキラ

##### 出演歌手
| 白組                                                                    | 白組                                                                                  | 白組                                                                                  | 白組                                                                                  | 紅組                                                                                  | 紅組                | 紅組                | 紅組                                     |
| 曲 順                                                                   | 歌手・ユニット名                                                                      | 回                                                                                    | 曲目                                                                                  | 曲 順                                                                                 | 歌手・ユニット名    | 回                  | 曲目                                     |
| オープニング                                                            | オープニング                                                                          | オープニング                                                                          | オープニング                                                                          | オープニング                                                                          | オープニング        | オープニング        | オープニング                             |
| ----------------------------------------------------------------------- | ------------------------------------------------------------------------------------- | ------------------------------------------------------------------------------------- | ------------------------------------------------------------------------------------- | ------------------------------------------------------------------------------------- | ------------------- | ------------------- | ---------------------------------------- |
| 松本梨香                                                                | 松本梨香                                                                              | 松本梨香                                                                              | ベストウィっシュ!                                                                     | ベストウィっシュ!                                                                     | ベストウィっシュ!   | ベストウィっシュ!   | ベストウィっシュ!                        |
| 1                                                                       | 松原剛志（Project.R）                                                                 | 初                                                                                    | 海賊戦隊ゴーカイジャー                                                                | 2                                                                                     | ULTRA-PRISM         | 2                   | 侵略のススメ☆                            |
| 4                                                                       | 喜多修平                                                                              | 2                                                                                     | 世界で一番恋してる                                                                    | 3                                                                                     | 藤原鞠菜            | 初                  | Daydream Syndrome                        |
| 5                                                                       | Marina del ray                                                                        | 初                                                                                    | 明日への闘志                                                                          | 6                                                                                     | コミネリサ          | 初                  | Missing You                              |
| 7                                                                       | サクラ大戦巴里華撃団・花組 （日髙のり子、島津冴子、小桜エツコ、井上喜久子、鷹森淑乃） | サクラ大戦巴里華撃団・花組 （日髙のり子、島津冴子、小桜エツコ、井上喜久子、鷹森淑乃） | サクラ大戦巴里華撃団・花組 （日髙のり子、島津冴子、小桜エツコ、井上喜久子、鷹森淑乃） | サクラ大戦巴里華撃団・花組 （日髙のり子、島津冴子、小桜エツコ、井上喜久子、鷹森淑乃） | 御旗のもとに        | 御旗のもとに        | 御旗のもとに                             |
| 8                                                                       | サイキックラバー                                                                      | 3                                                                                     | 超!最強!ウォーリアーズ                                                                | 9                                                                                     | 五條真由美          | 3                   | GO!GO!サンシャイン                       |
| 10                                                                      | manzo                                                                                 | 初                                                                                    | 溝ノ口太陽族                                                                          | 11                                                                                    | 山口理恵 with manzo | 山口理恵 with manzo | 気づいてゾンビさま、私はクラスメイトです |
| 10                                                                      | manzo                                                                                 | 初                                                                                    | 溝ノ口太陽族                                                                          | 11                                                                                    | 山口理恵            | 初                  | 気づいてゾンビさま、私はクラスメイトです |
| 10                                                                      | manzo                                                                                 | 初                                                                                    | 溝ノ口太陽族                                                                          | 11                                                                                    | manzo1              |                     | 気づいてゾンビさま、私はクラスメイトです |
| 楽屋訪問                                                                |                                                                                       |                                                                                       |                                                                                       |                                                                                       |                     |                     |                                          |
| キングラン 紹介                                                         |                                                                                       |                                                                                       |                                                                                       |                                                                                       |                     |                     |                                          |
| 復興支援応援スペシャル                                                  |                                                                                       |                                                                                       |                                                                                       |                                                                                       |                     |                     |                                          |
| 12 13                                                                   | 串田 アキラ                                                                           | 2                                                                                     | 宇宙刑事ギャバン〜 キン肉マンGO Fight!                                                | 15                                                                                    | 松本梨香            | 3                   | 生きてこそ                               |
| 14                                                                      | 柿島伸次2                                                                             | 2                                                                                     | CALL YOU…君と僕の未来                                                                 | 15                                                                                    | 松本梨香            | 3                   | 生きてこそ                               |
| 2011 - 2012 カウントダウン                                              |                                                                                       |                                                                                       |                                                                                       |                                                                                       |                     |                     |                                          |
| 15                                                                      | サクラメリーメン                                                                      | 初                                                                                    | アイコトバ                                                                            | 14                                                                                    | ミルキィホームズ    | 初                  | 正解はひとつ!じゃない!!                  |
| 16                                                                      | きただにひろし                                                                        | 初                                                                                    | ウィーゴー!                                                                           | 17                                                                                    | 池田彩              | 2                   | Alright! ハートキャッチプリキュア        |
| 16                                                                      | きただにひろし                                                                        | 初                                                                                    | ウィーゴー!                                                                           | 17                                                                                    | 池田彩&工藤真由     |                     | HEART GOES ON                            |
| 16                                                                      | きただにひろし                                                                        | 初                                                                                    | ウィーゴー!                                                                           | 17                                                                                    | 工藤真由            | 初                  | ラ♪ラ♪ラ♪スイートプリキュア♪             |
| 19                                                                      | 谷本貴義                                                                              | 3                                                                                     | Dragon Soul                                                                           | 18                                                                                    | 美郷あき            | 初                  | シアワセは月より高く                     |
| 21                                                                      | 松本梨香×川添智久×松原剛志                                                            | 松本梨香×川添智久×松原剛志                                                            | WIN THE BATTLE                                                                        | 20                                                                                    | 米倉千尋            | 2                   | ぱんでみっく!!                           |
| 21                                                                      | 松本梨香1                                                                             |                                                                                       | WIN THE BATTLE                                                                        | 20                                                                                    | 米倉千尋            | 2                   | ぱんでみっく!!                           |
| 21                                                                      | 川添智久                                                                              | 2                                                                                     | WIN THE BATTLE                                                                        | 20                                                                                    | 米倉千尋            | 2                   | ぱんでみっく!!                           |
| 21                                                                      | 松原剛志1                                                                             |                                                                                       | WIN THE BATTLE                                                                        | 20                                                                                    | 米倉千尋            | 2                   | ぱんでみっく!!                           |
| 23                                                                      | 串田アキラ                                                                            |                                                                                       | ガツガツ!!                                                                            | 22                                                                                    | MIQ                 | 2                   | 鳥取戦士サキューンのテーマ               |
| 結果発表 エンディング                                                   |                                                                                       |                                                                                       |                                                                                       |                                                                                       |                     |                     |                                          |
| 24                                                                      | 出演者全員                                                                            | 出演者全員                                                                            | 強さは愛だ                                                                            | 強さは愛だ                                                                            | 強さは愛だ          | 強さは愛だ          | 強さは愛だ                               |
| - 1 当日発表。 - 2 宮内タカユキが出演予定だったが、体調不良のため欠席。 |                                                                                       |                                                                                       |                                                                                       |                                                                                       |                     |                     |                                          |

#### テレビ中継
イベントの模様はスカパー!e2のBSスカパー!（スカパーJSATによるBSデジタル放送）、スカパー!HD、スカパー!光のスカチャン5（スカパーJSAT/CSデジタル放送、光放送）で独占生中継（無料放送）した。

### 第4回「キングラン Presents アニソンキング」
第4回大会はイベント名を「アニソンキング」に改名しての初開催となる。アニソンにまつわるランキング企画を入れながら、歌合戦形式で行う、“アニソンにこだわったイベント”となる予定。
- テーマ：go for it!
- 開催日時：2012年12月31日 22:00 - 25:30
- 場所：新宿文化センター
- 主催：アニソンキング実行委員会
- 特別協賛：キングラン株式会社
- 企画・制作：有限会社ドゥモア
- 製作著作：アニソンキング実行委員会

#### 開催までの経過
2012年
- 7月3日 - サテライト番組『アニキン30〜アニメキングまであと○○日!』が超!A&G+で放送開始。
- 7月7日 - サテライト番組『アニキン〜Skytree Radio』が超!A&G+で放送開始。
- 7月21日 - 会場が新宿文化センターに決定。
- 7月28日 - アニランキング投票所での投票開始。
- 8月5日 - 公式Facebook開始。
- 8月7日 - 公式twitter開始。
- 8月18日、19日
  - 『アニキン〜SkytreeRadio』番組リスナー先行販売を実施。
  - 出演歌手を一部発表。
- 8月25日14時〜28日正午 - オフィシャルホームページ 先行予約（WEB抽選）を実施。
- 9月1日
  - 出演歌手第2弾、司会者発表。
  - 文化放送『A&G 超RADIO SHOW〜アニスパ!〜』番組先行予約を実施。
- 10月中旬〜下旬 - 出場歌手第3弾・第4弾発表。
- 11月3日 - 東京タワー特設ステージからの『アニキン〜Tokyo Tower Radio』を公開生放送。会場でチケット限定先行販売を実施。
- 11月10日
  - チケット一般販売開始。
  - 出場歌手第5弾発表。
- 11月21日
  - 小学生対象のイベント「アニソンキングmini」開催発表。
- 12月5日 - 「アニソンキングmini」応募受付開始。
- 12月26日 - 「アニソンキング」オリジナルグッズ発表。
- 12月30日 - セットリスト発表。
- 12月31日 - 「アニソンキングmini」開催。

##### 司会者
- 鷲崎健（紅組）
- 砂山けーたろー（白組）
- 三澤紗千香（白組）
- 上坂すみれ（紅組）

##### キャプテン
- 松本梨香（紅組）
- きただにひろし（白組）

##### 出演歌手
| 紅組                             | 紅組                                | 紅組                                | 紅組                                          | 白組                       | 白組                        | 白組                        | 白組                                               |                |
| 曲 順                            | 歌手・ユニット名                    | 回                                  | 曲目                                          | 曲 順                      | 歌手・ユニット名            | 回                          | 曲目                                               |                |
| オープニング                     | オープニング                        | オープニング                        | オープニング                                  | オープニング               | オープニング                | オープニング                | オープニング                                       |                |
| -------------------------------- | ----------------------------------- | ----------------------------------- | --------------------------------------------- | -------------------------- | --------------------------- | --------------------------- | -------------------------------------------------- | -------------- |
| 串田アキラ                       | 串田アキラ                          | 串田アキラ                          | ガツガツ!!                                    | ガツガツ!!                 | ガツガツ!!                  | ガツガツ!!                  | ガツガツ!!                                         |                |
| 桃井はるこ feat. 山形ユキオ      | 桃井はるこ feat. 山形ユキオ         | 桃井はるこ feat. 山形ユキオ         | 非公認戦隊アキバレンジャー                    | 非公認戦隊アキバレンジャー | 非公認戦隊アキバレンジャー  | 非公認戦隊アキバレンジャー  | 非公認戦隊アキバレンジャー                         |                |
| A（nison） TREND 2012            |                                     |                                     |                                               |                            |                             |                             |                                                    |                |
|                                  | Ray                                 | 初                                  | 楽園PROJECT                                   |                            | 富永TOMMY弘明               | 初                          | ジョジョ〜その血の運命〜                           |                |
|                                  | 吉田仁美                            | 初                                  | 満開*スマイル!                                |                            | 高橋秀幸                    | 初                          | バスターズ レディゴー                              |                |
|                                  | AiRI                                | 初                                  | Dreamer                                       |                            |                             |                             |                                                    |                |
| G（ame） SONGS                   |                                     |                                     |                                               |                            |                             |                             |                                                    |                |
|                                  | 織田かおり                          | 初                                  | 始まりの記憶                                  |                            | Gero                        | 初                          | ゲット!ポケモントレッタ!                           |                |
|                                  | 織田かおり                          | 初                                  | 始まりの記憶                                  | 喜多修平                   | 3                           | 君だけを                    |                                                    |                |
| R（obot） SONGS                  |                                     |                                     |                                               |                            |                             |                             |                                                    |                |
|                                  | 米倉千尋                            | 3                                   | 嵐の中で輝いて                                |                            | 川添智久 コーラス：米倉千尋 | 川添智久 コーラス：米倉千尋 | STAND UP TO THE VICTORY 〜トゥ・ザ・ヴィクトリー〜 |                |
| 川添智久                         | 米倉千尋                            | 3                                   | 嵐の中で輝いて                                | 3                          |                             |                             | STAND UP TO THE VICTORY 〜トゥ・ザ・ヴィクトリー〜 |                |
| 米倉千尋                         | 米倉千尋                            | 3                                   | 嵐の中で輝いて                                | 3                          |                             |                             | STAND UP TO THE VICTORY 〜トゥ・ザ・ヴィクトリー〜 |                |
| アニソンキング投票所〜結果発表〜 |                                     |                                     |                                               |                            |                             |                             |                                                    |                |
| A（nison） ROCK                  |                                     |                                     |                                               |                            |                             |                             |                                                    |                |
|                                  | 田村直美                            | 初                                  | ゆずれない願い                                |                            | 小野正利                    | 初                          | departure!                                         |                |
|                                  | 田村直美                            | 初                                  | ゆずれない願い                                | 西田"MARCY"昌史            | 初                          | DON'T LOOK BACK             |                                                    |                |
|                                  | 西田"MARCY"昌史・田村直美・小野正利 | 西田"MARCY"昌史・田村直美・小野正利 | 西田"MARCY"昌史・田村直美・小野正利           | 夜をぶっとばせ             | 夜をぶっとばせ              | 夜をぶっとばせ              | 夜をぶっとばせ                                     | 夜をぶっとばせ |
| 西田"MARCY"昌史                  | 初                                  |                                     |                                               | 夜をぶっとばせ             | 夜をぶっとばせ              | 夜をぶっとばせ              | 夜をぶっとばせ                                     | 夜をぶっとばせ |
| 田村直美                         | 初                                  |                                     |                                               | 夜をぶっとばせ             | 夜をぶっとばせ              | 夜をぶっとばせ              | 夜をぶっとばせ                                     | 夜をぶっとばせ |
| 小野正利                         | 初                                  |                                     |                                               | 夜をぶっとばせ             | 夜をぶっとばせ              | 夜をぶっとばせ              | 夜をぶっとばせ                                     | 夜をぶっとばせ |
| 2012年話題の1作                  |                                     |                                     |                                               |                            |                             |                             |                                                    |                |
|                                  | 結城アイラ                          | 初                                  | 悲しみは誰の願いでもない 星が永遠を照らしてる |                            | ささきいさお                | 初                          | 真赤なスカーフ 宇宙戦艦ヤマト                      |                |
|                                  | 美郷あき                            | 2                                   | 守護心PARADOX 美しい地球を知る者よ            |                            | ささきいさお                | 初                          | 真赤なスカーフ 宇宙戦艦ヤマト                      |                |
| カウントダウン                   |                                     |                                     |                                               |                            |                             |                             |                                                    |                |
| A（nison） DAWN                  |                                     |                                     |                                               |                            |                             |                             |                                                    |                |
|                                  | AKINO with bless4                   | 3                                   | 君の神話〜アクエリオン第二章                  |                            | 鵜島仁文・石原慎一          | 鵜島仁文・石原慎一          | Dead or TwinAlive                                  |                |
| 鵜島仁文                         | AKINO with bless4                   | 3                                   | 君の神話〜アクエリオン第二章                  | 2                          |                             |                             | Dead or TwinAlive                                  |                |
| 石原慎一                         | AKINO with bless4                   | 3                                   | 君の神話〜アクエリオン第二章                  | 3                          |                             |                             | Dead or TwinAlive                                  |                |
| A（nison） STREAM                |                                     |                                     |                                               |                            |                             |                             |                                                    |                |
|                                  | azusa                               | 2                                   | 太陽のサイン                                  |                            | 山形ユキオ                  | 2                           | ガオレンジャー吼えろ!                              |                |
|                                  | Zwei                                | 初                                  | 純情スペクトラ                                |                            | 山形ユキオ                  | 2                           | ガオレンジャー吼えろ!                              |                |
|                                  | 佐咲紗花                            | 2                                   | Reason why XXX                                |                            | 串田アキラ                  | 3                           | キン肉マン Go Fight! 宇宙刑事ギャバン              |                |
|                                  | 野水いおり                          | 2                                   | スペシャルメドレー                            |                            | 串田アキラ                  | 3                           | キン肉マン Go Fight! 宇宙刑事ギャバン              |                |
|                                  | 桃井はるこ                          | 初                                  | WONDER MOMO-i 〜World tour version〜          |                            | きただにひろし              | 2                           | ウィーゴー!                                        |                |
|                                  | 松本梨香                            | 4                                   | ポケモンメドレー〜アニキン Ver〜              |                            | きただにひろし              | 2                           | ウィーゴー!                                        |                |
| 結果発表                         |                                     |                                     |                                               |                            |                             |                             |                                                    |                |
| エンディング                     |                                     |                                     |                                               |                            |                             |                             |                                                    |                |
|                                  | きただにひろし                      | きただにひろし                      | ウィーアー!                                   | ウィーアー!                | ウィーアー!                 | ウィーアー!                 | ウィーアー!                                        |                |
| 備考                             |                                     |                                     |                                               |                            |                             |                             |                                                    |                |

#### テレビ中継
イベントの模様はスカパー!のBSスカパー!（スカパーJSAT/BSデジタル放送）、スカパー!プレミアムサービス（HD）、スカパー!プレミアムサービス光のスカチャン5（スカパーJSAT/CSデジタル放送、光放送）にて無料放送された。また、超!A&G+でも、出演者の舞台裏インタビューを織り交ぜた、応援番組が放送された。

### 第5回「キングラン Presents アニソンキング supported by スカパー!」
第5回はこれまでの開催時刻と異なり21時からの開始となった。前述にあるように2014年の開催が中止となり2015年以降も開催されていないことから第5回が最後の開催となった。
- 開催日時：2013年12月31日 21:00 - 24:30
- 場所：新宿文化センター
- 主催：アニソンキング実行委員会
- 特別協賛：キングラン株式会社
- 製作著作：アニソンキング実行委員会

#### 開催までの経過
2013年
- 1月19日 - サテライト番組『アニキン〜Satellite Radio』が超!A&G+で放送開始。
- 5月5日 - 「横浜開港記念みなと祭 ヨコハマ カワイイパーク J-pop Culture Festival」でアニソンキングキックオフイベント開催
- 5月17日 - 『アニソンキング・キックオフイベント』を 超!A&G+「超!A&G+スペシャル」で放送
- 7月20日
  - アニソンキング投票所 開設
  - 出演者第1弾発表
- 8月3日 - 出演者第2弾発表
- 8月17日 - 出演者第3弾発表
- 8月31日 - 出演者第4弾発表
- 9月14日 - 出演者第5弾発表
- 9月28日 - 出演者第6弾発表
- 10月12日 - 出演者第7弾発表
- 10月26日 - 出演者第8弾発表
- 11月2日～4日 - 「アニキン倶楽部」チケット先行予約 実施
- 11月9日 - 出演者第9弾発表
- 11月14日 - 出演者第10弾発表
- 11月16日
  - 「アニソンキング」記者発表会 開催
  - チケット一般発売 開始
- 12月15日 - 歌唱曲目一部発表
- 12月21日 -  歌唱曲目発表
- 12月31日 - 当日券発売

2014年
- 1月1日 - 「アニソンキングmini」開催

#### 司会者
- 総合司会：砂山けーたろー(文化放送）
- 紅組司会：三澤紗千香
- 白組司会：鷲崎健

#### キャプテン
- 紅組キャプテン：米倉千尋
- 白組キャプテン：きただにひろし

#### 出演歌手
| 紅組                                                                               | 紅組 | 白組                                                                              | 白組 |
| 歌手・ユニット名                                                                   | 回   | 歌手・ユニット名                                                                  | 回   |
| ---------------------------------------------------------------------------------- | ---- | --------------------------------------------------------------------------------- | ---- |
| marina 「キミはもう、ヒトリじゃない」                                              | 初   | 富永TOMMY弘明 「ジョジョ〜その血の運命〜」                                        | 2    |
| 石田燿子 「乙女のポリシー」 「約束の空へ 〜私のいた場所〜」                        | 初   | きただにひろし 「爆アツ！ガイストクラッシャー」 「ウィーアー！」 「ウィーゴー！」 | 3    |
| いとうかなこ 「あなたの選んだこの時を」                                            | 初   | 串田アキラ 「豪食マイウェイ！！」 「ガツガツ！！」 「キン肉マン Go Fight！」      | 4    |
| 桃井はるこ 「LOVE.EXE -momo-i quality version-」 「アキバレンジャー シーズン痛！」 | 2    | 高橋秀幸 「Go ahead！」                                                           | 2    |
| 彩音 「Arrival of Tears」                                                          | 2    | 高取ヒデアキ 「みんな集まれ！キョウリュウジャー」                                 | 初   |
| 大槻マキ 「RUN! RUN! RUN!」                                                        | 初   | 鎌田章吾 「VAMOLA！キョウリュウジャー」                                           | 初   |
| mao 「君ノ記憶」                                                                   | 3    | bamboo(milktub) 「有頂天人生」                                                    | 初   |
| 吉岡亜衣加 「十六夜涙」                                                            | 初   | Mojo 「科学戦隊ダイナマン」                                                       | 初   |
| Ray 「Iull〜そして僕らは〜」                                                       | 2    | 山形ユキオ 「ガオレンジャー吠えろ！」                                             | 3    |
| 米倉千尋 「フェアリーテイル 〜約束の日〜」 「WILL」                                | 4    | 喜多修平 「世界の果てに君がいても」                                               | 4    |
| AiRI 「Imagination>Reality」                                                       | 2    | 浅岡雄也／川添BAND 「DANDAN心魅れてく」                                           | 初   |
| 織田かおり 「Reverberation」 「暁のバタフライ」（mao）                             | 2    | 天月-あまつき- 「さよならのかわりに」                                             | 初   |
| 結城アイラ 「REINCARNATION BLUE」                                                  | 2    | 伊東歌詞太郎 「ピエロ」                                                           | 初   |
| 田村直美／川添BAND 「光と影を抱きしめたまま」                                      | 2    | NoB 「天装戦隊ゴセイジャー」 「ペガサス幻想」                                     | 初   |
| 吉田仁美 「ラブリンク」                                                            | 2    | 和田光司／川添BAND 「Butter-Fly」                                                 | 初   |
| 渡瀬マキ／川添BAND 「Magical Dreamer」                                             | 初   |                                                                                   |      |

#### テレビ・ラジオ放送
イベントの模様はスカパー!のBSスカパー!（スカパーJSAT/BSデジタル放送）、スカパー!プレミアムサービス、スカパー!プレミアムサービス光のスカチャン5（スカパーJSAT/CSデジタル放送、光放送）にて無料放送。また、ライブの一部は超!A&G+の特別番組内でも生放送された。
BSスカパー!、スカチャン5では、2014年1月19日・27日・5月5日に再放送された。

## Webラジオ
『アニキン』は、2012年7月より超!A&G+で放送されていた、アニソンキングのサテライト番組。アニソンキング出場予定歌手が出演しトークや生ライブを展開する。
2013年1月から12月にかけては月1回、文化放送サテライトプラスからの公開生放送「アニキン〜Satellite Radio」として放送していた。
なお、2012年11月3日には、文化放送の野外イベント「いつもあなたとワッハッハッ〜浜松町グリーンサウンドフェスタ〜浜祭」の一環として、東京タワー特設ステージからの公開生放送『アニキン〜Tokyo Tower Radio』を放送した。

### 放送時間
アニキン〜Skytree Radio
- 2012年7月7日 - 12月22日

隔週土曜日 13:00 - 15:00
TOKYO SKYTREE TOWN STUDIOからの公開生放送。
アニキン〜Satellite Radio
- 2013年1月19日 - 6月22日

月1回 土曜日 13:00 - 15:00（リピート放送：本放送以外の土曜日 13:00 - 15:00）
文化放送サテライトプラスからの公開生放送。
- 2013年7月6日 - 12月21日

隔週土曜日 13:00 - 15:00（リピート放送：本放送翌週の土曜日 13:00 - 15:00）
文化放送サテライトプラスからの公開生放送。
アニキン30〜アニメキングまであと○○日!
- 2012年7月3日 - 12月

毎週火曜日 24:00 - 24:30（リピート放送：水曜日 12:00 - 12:30）
ゲストコーナーを中心に「アニキン〜Skytree Radio」を2週に分けて放送するダイジェスト番組。

### 放送終了時点における出演者
パーソナリティ
- 砂山けーたろー

アシスタント
原則として隔回出演。
- 鷲崎健
- 三澤紗千香

スタジオナビゲーター
- 有賀友利恵

#### 2013年6月まで出演していた出演者
- 上坂すみれ（アシスタント担当。2013年6月を以て番組を卒業[13]）

### タイムテーブル
文化放送サテライトプラスから
- 13:00 オープニング
- 13:10 アニキンヘッドライン
- 13:25 ゲストコーナー
- 13:45 13時台エンディング（テーマメール紹介、14時台予告）
- 13:54 CM

文化放送第8スタジオから
- 13:55 番組からのお知らせ、ふつおた紹介

文化放送サテライトプラスから
- 14:00 14時台オープニング（テーマメール紹介）
- 14:10 ゲストコーナー
- 14:35 週替わり企画
- 14:50 テーマメール紹介
- 14:53 サテライトプラスからのエンディング
- 14:56 CM

文化放送第8スタジオから
- 14:58 ふつおた紹介、エンディング

### 番組終了時において実施されていたコーナー
- アニキンヘッドライン

アニソンキングの最新情報を伝える。
- ゲストコーナー

アニキン出演予定者に話を伺う。
- 若者に挑戦!オジキンへの道

砂山・鷲崎が、若者言葉の意味を推測する。

#### 番組終了時にはすでに終了していたコーナー
- さっちゃんのヤミヤミシュラン!

リスナーから寄せられた闇の告白を紹介し、その闇度を三澤が判定する。
- さっちゃんが救ってあげる

リスナーから寄せられた悩みに対し、三澤が回答する。リスナーは闇度の高い三澤の回答を反面教師にすることを推奨されている。
- すみぺランキング

様々なテーマにまつわる上坂作成のランキングを発表し、それが何のランキングかを鷲崎・砂山が予想する。
- ラジキンテーマトーク

広がらなさそうなテーマで、フリートークを行う。
- K太郎すみぺのぴったり答えを合わせましょう

「○○といえば」というテーマでK太郎と上坂がインスピレーションクイズに挑戦する。

## アニソンキング mini
『アニソンキング mini』は小学6年生までを対象としたアニメソングライブイベント。
2012年は第4回「キングラン Presents アニソンキング」の同日昼、2014年は第5回「キングラン Presents アニソンキング」の翌日昼に開催された。

### 2012年12月31日
- 開催日時：2012年12月31日[14] 12時00分 - 13時30分[16]
- 場所：新宿文化センター[14]

#### 出演歌手
- 吉田仁美[14]
- 高橋秀幸[14]
- そがみまこ[14]

### 2014年1月1日
- 開催日時：2014年1月1日 12時00分 - 13時30分[17]
- 場所：新宿文化センター[17]

#### 出演
- そがみまこ[17]
- 松本梨香[17]
- 高橋秀幸[17]
- 鎌田章吾[17]
- プリケッツ[17]
- くまモン[17]